# Lyonia lucida
Lyonia lucida là một loài thực vật có hoa trong họ Thạch nam. Loài này được (Lam.) K. Koch mô tả khoa học đầu tiên năm 1872.

## Hình ảnh

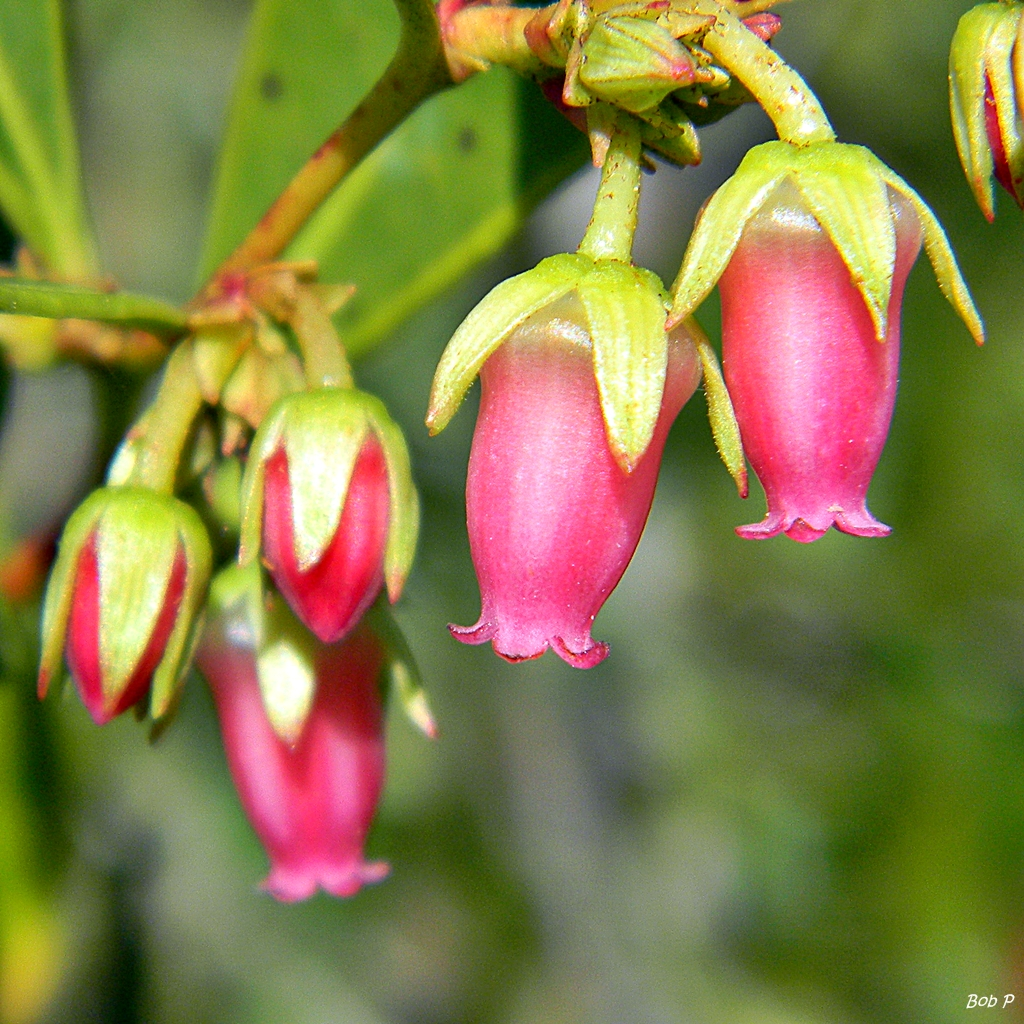
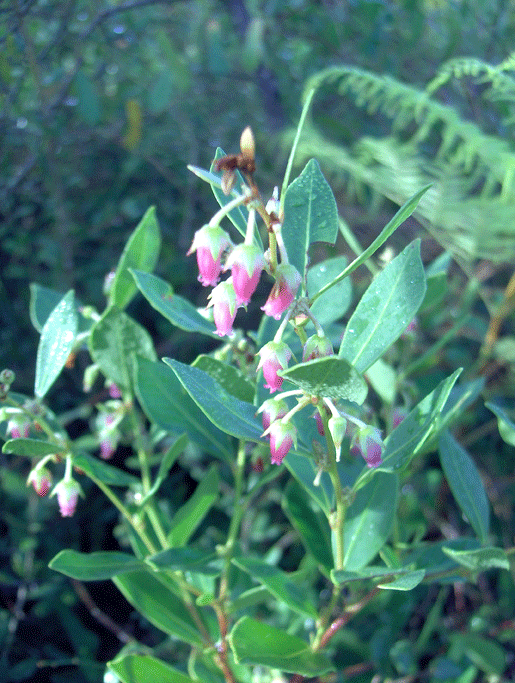
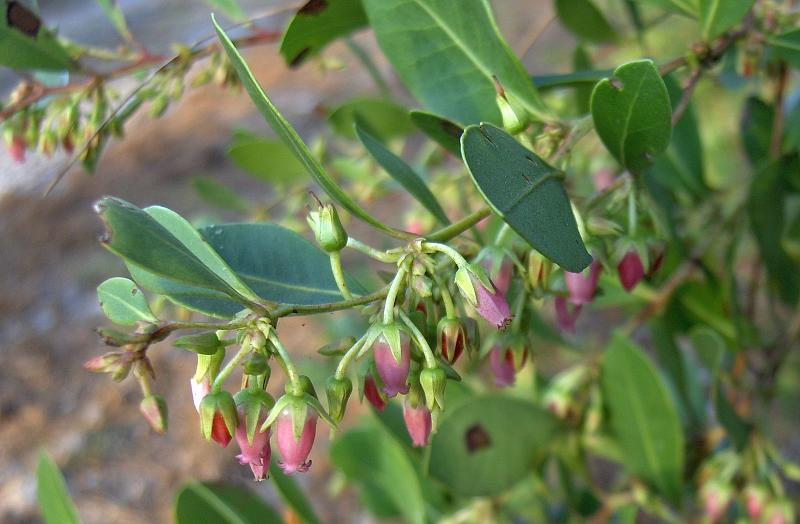
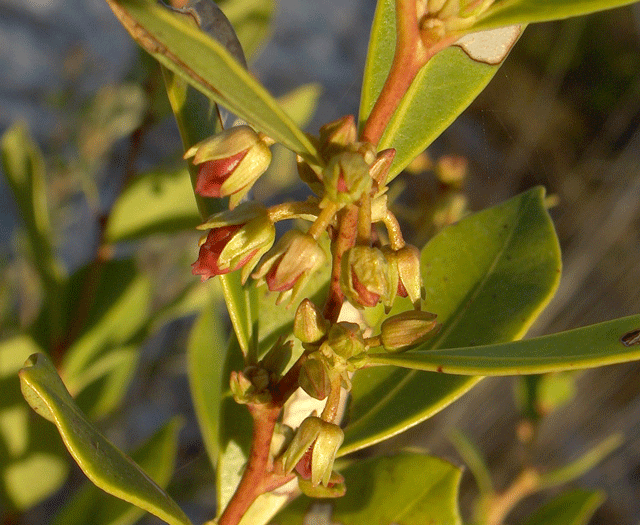